# Радіо всередині
Радіо всередині (англ. Radio Inside) — американська мелодраматична стрічка 1994 року режисера Джеффрі Белла.

## Синопсис
Після закінчення коледжу Метью Андерсон (Вільям Макнамара) вирішує переїхати до свого старшого брата Майкла (Ділан Волш). Але життя в будинку брата жахливе. Раптове кохання до Наталі (Елізабет Шу), дівчини його брата Майкла, доводить його до божевілля. Сумніви та думки про кохану розривають його мозок. Нарешті закохані з'єднуються в обіймах, але ці хвилини щастя підштовхують його до суїциду. Змучений переживаннями, він наважується розповісти братові про його почуттях до Наталі.

## У ролях
| Актор            | Роль            |
| ---------------- | --------------- |
| Вільям Макнамара | Метью Андерсон  |
| Елізабет Шу      | Наталі          |
| Ділан Волш       | Майкл Андерсон  |
| Піві Лав         | Т. Дж.          |
| Леслі Ерґанян    | місіс Андерсон  |
| Стів Зарк        | містер Андерсон |
| Сандра Тіґпен    | Джина           |
| Ільзе Ерл        | місіс Піккало   |
| Ара Мадзунян     | Ісус            |
| Тоні Фабоцці     | Форд            |